# Marlies Leonardy-Rex
Marlies Leonardy-Rex (geborene Marlies Rex; * 25. Dezember 1935 in Frankfurt (Oder); † 19. Dezember 2017 in Bremen) war eine deutsche Bildhauerin.

## Leben

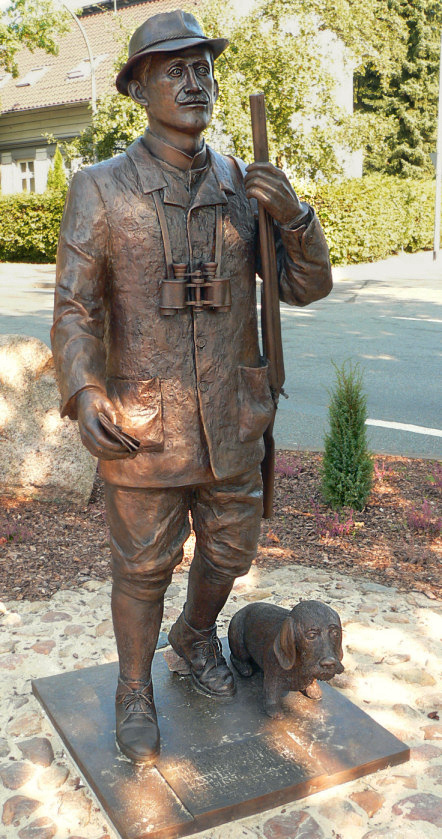
Das 2006 in Walsrode aufgestellte Hermann-Löns-Standbild nach einem Gemälde von Wilhelm Kruke

Marlies Leonardy-Rex wurde am 1. Weihnachtsfeiertag 1935 in Frankfurt (Oder) geboren als Tochter eines Lehrers. Nach Beginn des Zweiten Weltkrieges ging die Familie nach Walsrode, wo ihr Vater als Lehrer tätig wurde. Dort wuchs auch die spätere Bildhauerin auf, sie besuchte die Walsroder Schule. Später studierte sie in Düsseldorf an der Hochschule für Bildende Künste und schloss mit dem Meistertitel ab. Danach wirkte Marlies Leonardy-Rex in verschiedenen Städten Westdeutschlands als Gymnasiallehrerin. Sie lebte unter anderem viele Jahre in Bad Honnef.
Als Bildhauerin spezialisierte sich Leonardy-Rex insbesondere auf Porträts bekannter Persönlichkeiten, deren Abbild sie als Büste oder Skulpturen in Bronze goss.
Nach ihrem Tod in Bremen wurde die Künstlerin am 27. Dezember 2017 in Meinerdingen von der Kapelle des dortigen Friedhofs aus in Walsrode beigesetzt.

## Werke
Büsten und Skulpturen Leonardy-Rex zeigen Willy Brandt in Berlin, Otto Hahn, Konrad Adenauer, Carlo Schmid, Simon Wiesenthal, Paul Löbe, den Bischof Hermann Kunst, Ferdinand Porsche, Leonard Bernstein und andere.
- Die nach Eduard Rhein benannte und in Bronze gegossene Eduard-Rhein-Medaille mit einem Durchmesser von 70 mm gestaltete die Künstlerin in Bad Honnef.[3]
- um 2004: Büste des ehemaligen deutschen Bundeskanzlers Helmut Kohl[4]
- 2004 enthüllte der ehemalige deutsche Außenminister Hans-Dietrich Genscher im Haus der Geschichte in Anwesenheit des Stiftungspräsidenten Hermann Schäfer und in Beisein der Künstlerin die Bronze-Büste des vormaligen Staatspräsidenten der Sowjetunion Michail Sergejewitsch Gorbatschow, für das dieser Modell gesessen hatte.[4] Ein weiteres Modell Gorbatschows steht in Moskau.[2]
- Zu den Werken von Marlies Leonardy-Rex zählt das von ihr in Bronze gegossene lebensgroße Standbild von Hermann Löns, das 2006 als Geschenk des Löns-Verbandes an die Stadt Walsrode übergeben wurde.[5] Diese Arbeit diente zudem als Vorlage für eine von der Österreichischen Post herausgegebene Briefmarke.[2]

## Ausstellungen
- 1979: Skulpturen, 1979, Bonner Kunsthaus, Bonn[6]

## Kataloge
- A. Paul Weber, Marlies Leonardy-Rex: „Im Namen des Volkes“ – Lithographien und Skulpturen – Katalog zur Ausstellung mit Grafiken von Paul A. Weber und Skulpturen von Marlies Leonardy-Rex im Bundesjustizministerium Bonn und im Künstlerhaus Bonn. Bonn 1992.